# Proedrikό Mégaro
Proedrikό Mégaro är ett palats i Aten i Grekland. 
Det fungerar som officiellt residens för Greklands president. 

## Bakgrund
Palatset uppfördes 1891-1897 som bostad åt tronföljaren, den senare Konstantin I av Grekland. När Gamla Kungliga Palatset brann 1909 började kronprinsens palats användas som kungafamiljens bostad. Det fungerade som kungafamiljens bostad 1913-1924 och 1934-1974. 